# جون ماهوني
جون ماهوني (بالإنجليزية: Charles Jonathan Mahoney)‏ هو مغني وممثل بريطاني، ولد في 20 يونيو 1940 ببلاكبول في المملكة المتحدة، وتوفي في 4 فبراير 2018 بشيكاغو في الولايات المتحدة بسبب سرطان. بدأ مشواره المهني سنة 1977، ومن الجوائز التي نالها جائزة المسرح العالمي سنة 1985 وجائزة توني لأفضل ممثل في مسرحية ‏ سنة 1986.

## أعمال

### أفلام
- (1987) مجذوبة القمر
- (1988) مضطرب
- (1993) في خط النار
- (1995) الرئيس الأمريكي[7]
- (1996) الخوف البدائي[8]
- (1996) إنها هى[9]
- (1998) النملة زد[10][11]
- (2001) الإمبراطورية المفقودة
- (2003) عودة أطلنطس
- (2005) حياة كرونك الجديدة
- (2007) دان في الحياة الحقيقية[12]

### مسلسلات
- فرايجر
- في المعالجة
- كولد كيس

## جوائز
- جائزة المسرح العالمي (1985)
- جائزة توني لأفضل ممثل في مسرحية [الإنجليزية]‏ (1986)

## وصلات خارجية
- جون ماهوني على موقع IMDb (الإنجليزية)
- جون ماهوني على موقع روتن توميتوز (الإنجليزية)
- جون ماهوني على موقع ألو سيني (الفرنسية)
- جون ماهوني على موقع تيرنر كلاسيك موفيز (الإنجليزية)
- جون ماهوني على موقع أول موفي (الإنجليزية)
- جون ماهوني على موقع قاعدة بيانات برودواي على الإنترنت (الإنجليزية)
- جون ماهوني على موقع قاعدة بيانات الأفلام السويدية (السويدية)
- جون ماهوني على موقع إن إن دي بي (الإنجليزية)
- جون ماهوني على موقع قاعدة بيانات الفيلم (الإنجليزية)
- جون ماهوني على موقع كينوبويسك (الروسية)